# Faculdade de Filosofia, Letras e Ciências Humanas da Universidade de São Paulo
A Faculdade de Filosofia, Letras e Ciências Humanas da Universidade de São Paulo (abreviada como FFLCH-USP, ou ainda, como FFLCH) é uma unidade pública de ensino, pesquisa e extensão universitária sediada na Cidade Universitária Armando de Salles Oliveira, responsável pelas áreas de Filosofia, Letras, História, Geografia e Ciências Sociais. Em 2023, era o instituto com maior número de estudantes da USP a qual oferece os cursos descritos em graduação e pós-graduação.
Possui uma importante tradição de formação intelectual no Brasil, e seus frutos podem ser conferidos pelo conjunto de contribuições para os pensamentos político, social e artístico brasileiros de seus alunos e professores. Entre as figuras ilustres que já passaram pela instituição, destacam-se: Antônio Candido, Aziz Ab'Saber, Eurípedes Simões de Paula, Fernando Henrique Cardoso, Florestan Fernandes, Gilda de Mello e Souza, João Cruz Costa, Lourival Gomes Machado, Maria Isaura Pereira de Queiroz, Marilena Chauí, Milton Santos, Roberto Schwarz, Ruth Cardoso, Sérgio Buarque de Holanda, entre outros.
Durante o período de redemocratização do país, alguns professores ganharam papel destacado dentro da esfera governamental. Os professores Fernando Henrique Cardoso e Florestan Fernandes foram deputados constituintes no período 1987–1988, sendo que o primeiro também ocupou os postos de Ministro de Estado da Fazenda e das Relações Exteriores no governo de Itamar Franco, e a presidência da República entre 1994 e 2002. No campo da cultura, a professora Marilena Chauí foi secretária de Cultura da Prefeitura de São Paulo durante a gestão de Luiza Erundina e o professor Francisco Weffort foi Ministro de Estado da Cultura na gestão de Fernando Henrique.

## História

### Origens na Faculdade de Filosofia, Ciências e Letras (FFCL)

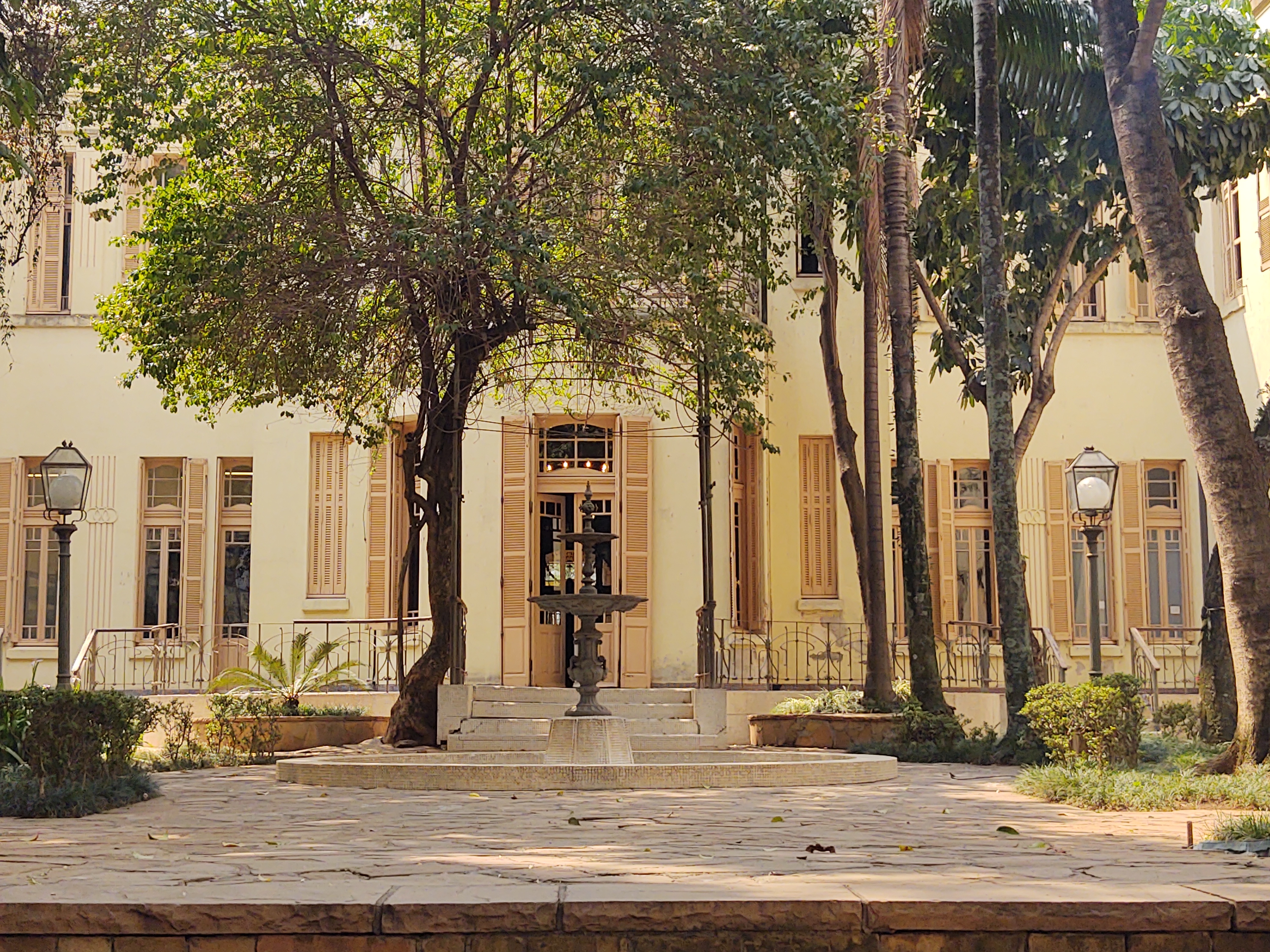
Primeira sede da Faculdade de Filosofia, Ciências e Letras (FFCL), no distrito da Sé, em São Paulo.

O instituto originou-se a partir da extinta Faculdade de Filosofia, Ciências e Letras (FFCL). Foi fundado em 1934 com a finalidade de ser o polo centralizador das atividades da recém-criada Universidade de São Paulo e da formação de um núcleo de pesquisadores brasileiros em diversas áreas do conhecimento. Seus primeiros anos foram marcados pela multidisciplinaridade, oferecendo cursos de ciências exatas, humanas e biológicas, e pela atuação da missão de professores europeus, em sua maioria franceses. O objetivo prático de sua criação era a preparação de docentes especializados para o ensino secundário e superior. À medida que a universidade se expandia, muitos departamentos ligados principalmente às ciências exatas e biológicas ganharam autonomia, formando institutos ou escolas próprias, como o Instituto de Física (IF) ou o Instituto de Matemática e Estatística (IME).
Na década de 1960, a faculdade esteve localizada na rua Maria Antônia, no distrito da Consolação, e foi foco de um intenso movimento estudantil, político e intelectual de oposição à ditadura militar brasileira. Muitos dos professores do instituto, como Florestan Fernandes, Fernando Henrique Cardoso, Octavio Ianni e José Arthur Giannotti, foram aposentados compulsoriamente e obrigados a exilar-se, ou a continuar suas atividades intelectuais fora da universidade.

### Batalha da Maria Antônia e transferência para a Cidade Universitária

Prédio da FFCL incendiado após a batalha da Maria Antônia.

Na época, a proximidade entre a FFCL e a Universidade Presbiteriana Mackenzie foi motivo para um confronto aberto entre correntes políticas distintas na rua Maria Antônia. A Faculdade reunia grande parte de estudantes de esquerda de São Paulo, em oposição à Universidade Mackenzie, que possuía, à época, um grupo de estudantes de direita que pertencia ao Comando de Caça aos Comunistas (CCC). A proximidade entre os dois grupos estudantis criou uma tensão que culminou em um sangrento confronto o qual matou o estudante secundarista de 20 anos, José Carlos Guimarães, do Colégio Marina Cintra, que fora apenas ver o que estava ocorrendo, sendo atingido e morto por uma bala perdida. O conflito acelerou o processo de transferência, já previsto, realizado pelo governo militar, da FFCL para a atual Cidade Universitária Armando de Salles Oliveira, localizada no distrito do Butantã.

### Greve estudantil de 2002

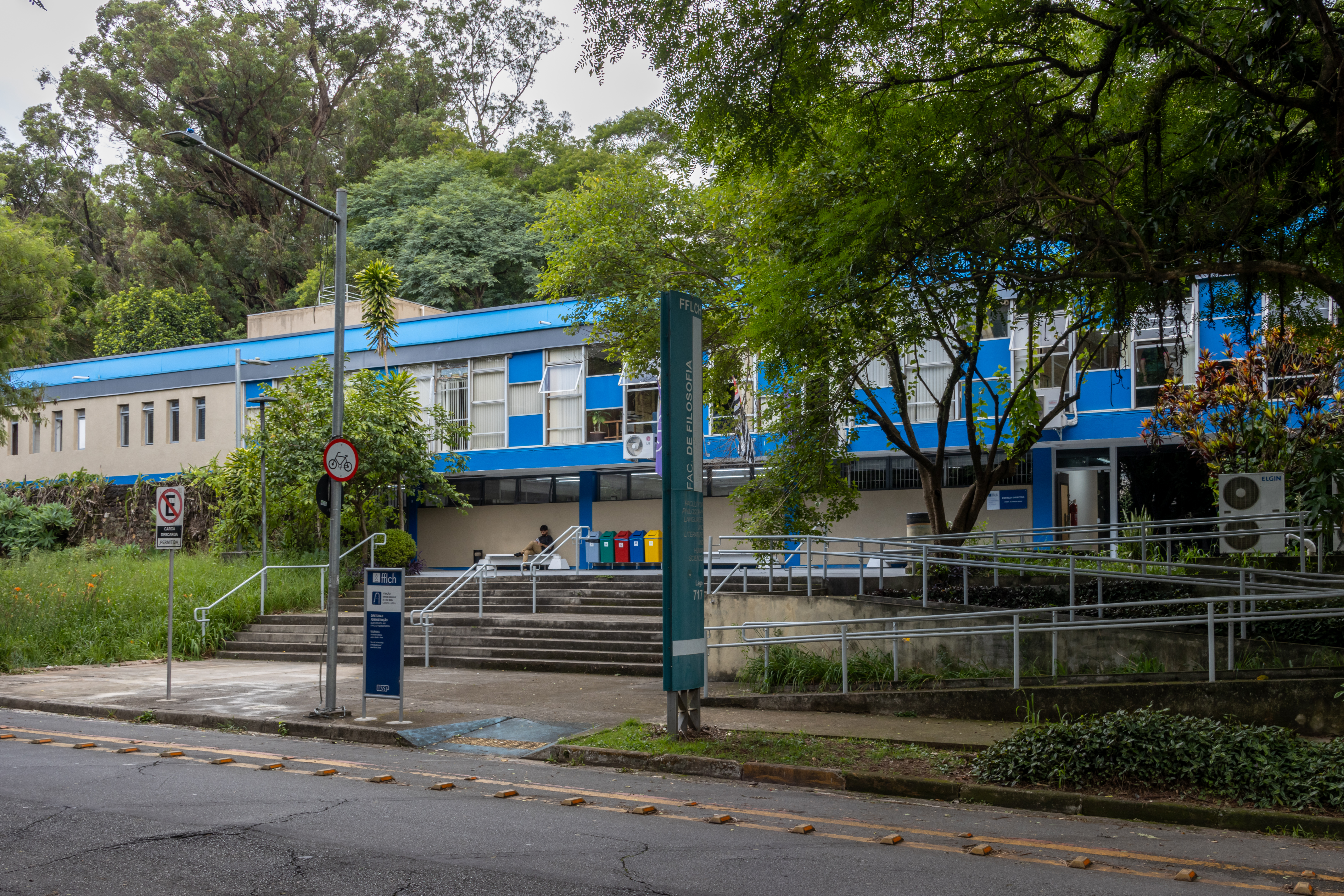
Prédio dos cursos de Filosofia e Ciências Sociais da FFLCH-USP, 2023.

Em 29 de abril de 2002, uma assembleia de alunos do curso de Letras aprovou a decretação de uma greve por tempo indeterminado. Eles reivindicaram a contratação de professores para minimizar a superlotação de salas de aulas, alguns docentes chegavam a trabalhar com turmas de 200 alunos.
Depois de 104 dias, em 15 de agosto, a greve terminou após votação feita pelos estudantes, que pediam a contratação de 259 docentes, enquanto a reitoria propôs contratar 92, proposta aceita por alguns professores.

## Histórico de diretoria

### Primeiras direções
O primeiro diretor da Faculdade foi o professor Teodoro Augusto Ramos, matemático da Escola Politécnica, encarregado de viajar para a Europa e trazer para a Universidade de São Paulo os professores estrangeiros nas chamadas "Missões Francesas e Italiana". Ramos, no entanto, permaneceu pouco tempo no cargo, sendo então substituído pelo professor Antônio de Almeida Prado, da Faculdade de Medicina, ainda no ano de 1934.
No período de 1934 até 1969, ano da Reforma Universitária que dividiu a FFCL em FFLCH e outros institutos (IME, IF, Instituto de Psicologia, Instituto de Química, Instituto de Geociências e a Faculdade de Educação), os diretores estiveram assim divididos: cinco deles eram professores de outras unidades (Teodoro Augusto Ramos e Luís Anhaia Mello, da Escola Politécnica; Antônio de Almeida Prado e Ernesto de Sousa Campos, da Faculdade de Medicina; e Alexandre Corrêa, da Faculdade de Direito) e sete da própria FFCL. Desses, três eram do curso de História (Alfredo Ellis Júnior, Astrogildo Rodrigues de Mello e Eurípedes Simões de Paula), um da Sociologia (Fernando Azevedo) e três da Biologia (Paulo Sawaya, André Dreyfus e Mário Guimarães Ferri). O professor Eurípedes Simões de Paula, que era diretor quando a FFCL foi dividida, continuou como diretor da nova unidade, a FFLCH, até 1972.

### Relação de diretores e vice-diretores
Segundo o sítio oficial da unidade:
| Período     | Diretor                       | Vice-diretor |
| ----------- | ----------------------------- | ------------ |
| 1934        | Teodoro Augusto Ramos         | —            |
| 1934 – 1937 | Antônio de Almeida Prado      | —            |
| 1937 – 1938 | Ernesto de Sousa Campos       | —            |
| 1938 – 1939 | Alexandre Corrêa              | —            |
| 1939 – 1941 | Alfredo Ellis Júnior          | —            |
| 1941        | Luís Anhaia Mello             | —            |
| 1941 – 1943 | Fernando de Azevedo           | —            |
| 1943 – 1947 | André Dreyfus                 | —            |
| 1947 – 1950 | Astrogildo Rodrigues de Mello | —            |
| 1950 – 1958 | Eurípedes Simões de Paula     | —            |
| 1959 – 1960 | Paulo Sawaya                  | —            |
| 1961 – 1968 | Mário Guimarães Ferri         | —            |

| Período     | Diretor                      | Vice-diretor |
| ----------- | ---------------------------- | ------------ |
| 1968 – 1972 | Eurípedes Simões de Paula    | —            |
| 1972 – 1974 | Eduardo d'Oliveira França    | —            |
| 1974 – 1977 | Eurípedes Simões de Paula    | —            |
| 1977 – 1981 | Erwin Theodor Rosenthal      | —            |
| 1982 – 1984 | Ruy Galvão de Andrada Coelho | —            |

| Período de direção                              | Diretor(a)                         | Período de vice-direção                         | Vice-diretor(a)             |
| ----------------------------------------------- | ---------------------------------- | ----------------------------------------------- | --------------------------- |
| 16 de maio de 1985 – 21 de maio de 1989         | João Baptista Borges Pereira       | 21 de junho de 1985 – 20 de junho de 1989       | João Paulo Gomes Monteiro   |
| 22 de maio de 1989 – 26 de abril de 1990        | João Alexandre Costa Barbosa       | 7 de agosto de 1989 – 17 de junho de 1990       | Adilson Avansi de Abreu     |
| 18 de junho de 1990 – 17 de junho de 1994       | Adilson Avansi de Abreu            | 25 de junho de 1990 – 24 de junho de 1994       | Izidoro Blikstein           |
| 27 de junho de 1994 – 26 de junho de 1998       | João Baptista Borges Pereira       | 22 de agosto de 1994 – 23 de julho de 1998      | Francis Henrik Aubert       |
| 24 de julho de 1998 – 23 de julho de 2002       | Francis Henrik Aubert              | 25 de agosto de 1998 – 24 de agosto de 2002     | Renato da Silva Queiroz     |
| 24 de julho de 2002 – 20 de dezembro de 2005    | Sedi Hirano                        | 25 de agosto de 2002 – 24 de agosto de 2003     | Eni de Mesquita Samara      |
| 24 de março de 2006 – 25 de setembro de 2008    | Gabriel Cohn                       | 22 de março de 2004 – 21 de março de 2008       | Sandra Margarida Nitrini    |
| 26 de setembro de 2008 – 25 de setembro de 2012 | Sandra Margarida Nitrini           | 18 de dezembro de 2008 – 17 de dezembro de 2012 | Modesto Florenzano          |
| 26 de setembro de 2012 – 25 de setembro de 2016 | Sérgio França Adorno de Abreu      | 4 de fevereiro de 2013 – 25 de setembro de 2016 | João Roberto Gomes de Faria |
| 26 de setembro de 2016 – 25 de setembro de 2020 | Maria Arminda do Nascimento Arruda | 26 de setembro de 2016 – 25 de setembro de 2020 | Paulo Martins               |
| 26 de setembro de 2020 – 25 de setembro de 2024 | Paulo Martins                      | 26 de setembro de 2020 – 25 de setembro de 2024 | Ana Paula Megiani           |
| 26 de setembro de 2024 – 25 de setembro de 2028 | Adrián Pablo Fanjul                | 26 de setembro de 2024 – 25 de setembro de 2028 | Silvana de Souza Nascimento |

## Periódicos
A FFLCH-USP publica mais de quarenta periódicos. Cada um está associado a um dos doze departamentos da unidade.
Antropologia
- Cadernos de Campo
- GIS – Gesto, Imagem e Som – Revista de Antropologia
- Revista de Antropologia
- Revista Ponto.Urbe

Ciência Política
- Leviathan

Filosofia
- Discurso
- Journal of Ancient Philosophy
- Cadernos Espinosanos
- Cadernos de Filosofia Alemã: Crítica e Modernidade
- Cadernos de Ética e Filosofia Política
- Primeiros escritos

Geografia
- Revista do Departamento de Geografia
- Geousp – Espaço e Tempo
- Confins
- Revista Paisagens

História
- Revista de História
- Revista Angelus Novus
- Revista Epígrafe
- Intelligere - Revista de História Intelectual
- Revista Mare Nostrum
- Revista Ingesta

Letras Clássicas e Vernáculas
- Filologia e Linguística Portuguesa
- Linha D'Água
- Teresa – Revista de Literatura Brasileira
- Via Atlântica
- Revista Desassossego
- Machado de Assis em linha
- PAPIA - Revista Brasileira de Estudos do Contato Linguístico
- Literartes
- Revista Crioula
- Revista Opiniães

Letras Modernas
- Pandaemonium Germanicum
- Caracol
- Criação e Crítica
- ABEI Journal
- Revista de Italianística
- Non Plus

Letras Orientais
- Revista Estudos Orientais
- RUS - Revista de Literatura e Cultura Russa
- Cadernos de Língua e Literatura Hebraica
- Estudos Japoneses
- Revista Vértices
- 子曰 Zi Yue: Revista de Sinologia da Universidade de São Paulo

Linguística
- Estudos Semióticos
- Cadernos de Historiografia Linguística do CEDOCH

Sociologia
- Tempo Social
- Plural - Revista de Ciências Sociais

Teoria Literária e Literatura Comparada
- Literatura e Sociedade
- Magma

## Titulações
O título de "Professor Emérito" é dado a docentes aposentados com destacados serviços prestados à Faculdade e com elevada qualidade acadêmica. A proposta de concessão do título parte do Conselho Departamental onde o professor estava lotado, deve ser apreciada pela Congregação, e depois aprovada por dois terços de seus membros.
| Data de titulação      | Docente emérito                            | Departamento de atuação                 |
| ---------------------- | ------------------------------------------ | --------------------------------------- |
| 10 de setembro de 1964 | Fernando de Azevedo                        | Ciências Sociais                        |
| 23 de setembro de 1965 | Milton Camargo da Silva Rodrigues          | Educação Comparada                      |
| 4 de novembro de 1966  | Mário Pereira de Souza Lima                | Letras Clássicas e Vernáculas           |
| 17 de novembro de 1966 | Ernst Gustav Gotthelf Marcus               | Zoologia                                |
| 9 de dezembro de 1966  | Antônio Candido de Mello e Souza           | Teoria Literária e Literatura Comparada |
| 22 de outubro de 1981  | José Ribeiro de Araújo Filho               | Geografia                               |
| 9 de dezembro de 1982  | Antônio Augusto Soares Amora               | Letras Clássicas e Vernáculas           |
| 31 de outubro de 1985  | Isaac Nicolau Salum                        | Letras Clássicas e Vernáculas           |
| 5 de dezembro de 1985  | Florestan Fernandes                        | Sociologia                              |
| 28 de maio de 1987     | Azis Simão                                 | Sociologia                              |
| 13 de abril de 1987    | Segismundo Spina                           | Letras Clássicas e Vernáculas           |
| 28 de setembro de 1989 | Egon Schaden                               | Antropologia                            |
| 31 de maio de 1990     | Maria Isaura Pereira de Queiroz            | Sociologia                              |
| 15 de maio de 1992     | Fernando Henrique Cardoso                  | Ciência Política                        |
| 15 de janeiro de 1993  | Donald Pierson                             | Sociologia (FESPSP)                     |
| 28 de abril de 1994    | Oracy Nogueira                             | Ciência Política                        |
| 30 de junho de 1994    | Eduardo d'Oliveira França                  | História                                |
| 28 de agosto de 1997   | Milton Almeida dos Santos                  | Geografia                               |
| 25 de setembro de 1997 | Pasquale Petrone                           | Geografia                               |
| 30 de outubro de 1997  | Otctavio Ianni                             | Sociologia                              |
| 22 de abril de 1998    | Leyla Perrone-Moisés                       | Letras Modernas                         |
| 25 de junho de 1998    | José Arthur Gianotti                       | Filosofia                               |
| 27 de agosto de 1998   | Ruy Fausto                                 | Filosofia                               |
| 19 de setembro de 1998 | Bento Prado de Almeida Ferraz Junior       | Filosofia                               |
| 20 de maio de 1999     | Gilda de Mello e Souza                     | Filosofia                               |
| 24 de junho de 1999    | Emilia Viotti da Costa                     | História                                |
| 23 de março de 2000    | Aziz Nacib Ab'Saber                        | Geografia                               |
| 22 de março de 2001    | João Baptista Borges Pereira               | Antropologia                            |
| 26 de abril de 2001    | José Aderaldo Castello                     | Letras Clássicas e Vernáculas           |
| 21 de junho de 2001    | Oswaldo Porchat de Assis Pereira da Silva  | Filosofia                               |
| 16 de agosto de 2001   | Boris Schnaiderman                         | Letras Orientais                        |
| 29 de novembro de 2001 | Décio de Almeida Prado (titulação póstuma) | Letras Clássicas e Vernáculas           |
| 18 de abril de 2002    | Eunice Ribeiro Durham                      | Antropologia                            |
| 22 de maio de 2003     | Paula Beiguelman                           | Ciência Política                        |
| 26 de junho de 2003    | Carlos Augusto de Figueiredo Monteiro      | Geografia                               |
| 30 de outubro de 2003  | José Pereira de Queiroz Neto               | Geografia                               |
| 27 de novembro de 2003 | José Sebastião Witter                      | História                                |
| 14 de dezembro de 2006 | Fernando Antonio Novais                    | História                                |
| 29 de maio de 2008     | Ulpiano Toledo Bezerra de Meneses          | História                                |
| 28 de agosto de 2008   | Francisco Maria Cavalcanti de Oliveira     | Sociologia                              |
| 23 de outubro de 2008  | José de Souza Martins                      | Sociologia                              |
| 12 de março de 2009    | Alfredo Bosi                               | Letras Clássicas e Vernáculas           |
| 16 de abril de 2009    | Marlyse Madeleine Meyer                    | Teoria Literária e Literatura Comparada |
| 18 de junho de 2009    | Carlos Guilherme Santos Serôa da Mota      | História                                |
| 23 de setembro de 2010 | Dino Fioravante Preti                      | Letras Clássicas e Vernáculas           |
| 3 de dezembro de 2010  | Lux Boelitz Vidal                          | Antropologia                            |
| 25 de novembro de 2010 | Sedi Hirano                                | Sociologia                              |
| 11 de março de 2011    | Walnice Nogueira Galvão                    | Teoria Literária e Literatura Comparada |
| 19 de maio de 2011     | Davi Arrigucci Júnior                      | Teoria Literária e Literatura Comparada |
| 8 de dezembro de 2011  | Gabriel Cohn                               | Sociologia                              |
| 10 de maio de 2012     | Maria Lígia Coelho Prado                   | História                                |
| 28 de junho de 2013    | Ataliba Teixeira de Castilho               | Letras Clássicas e Vernáculas           |
| 13 de setembro de 2013 | Maria Odila Leite da Silva Dias            | História                                |
| 18 de outubro de 2013  | Francisco Corrêa Weffort                   | Ciência Política                        |
| 4 de abril de 2014     | Maria de Lourdes Monaco Janotti            | História                                |
| 27 de março de 2015    | Anita Waingort Novinsky                    | História                                |
| 17 de agosto de 2017   | Diana Luz Pessoa de Barros                 | Linguística                             |
| 20 de setembro de 2017 | José Jobson de Andrade Arruda              | História                                |
| 13 de dezembro de 2017 | Marilena Chauí                             | Filosofia                               |
| 18 de maio de 2018     | Raquel Glezer                              | História                                |
| 5 de junho de 2018     | Reginaldo Prandi                           | Sociologia                              |
| 19 de outubro de 2018  | Eva Blay                                   | Sociologia                              |
| 27 de maio de 2022     | Maria Helena Rolim Capelato                | História                                |
| 4 de novembro de 2022  | Sergio Miceli                              | Sociologia                              |
| 16 de dezembro de 2022 | João Adolfo Hansen                         | Letras Clássicas e Vernáculas           |
| 15 de março de 2023    | Léon Kossovitch                            | Filosofia                               |
| 12 de abril de 2023    | Philippe Willemart                         | Letras Modernas                         |
| 2 de junho de 2023     | Kabengele Munanga                          | Antropologia                            |
| 1º de março de 2024    | Jorge Schwartz                             | Letras Modernas                         |